# Airman Battle System Ground Uniform
Airman Battle System Ground Uniform (ABSGU) – umundurowanie United States Air Force przeznaczone jako uzupełnienie ABU.
Umundurowanie ABSGU wykonano z materiałów trudnopalnych (tkanina taka sama jak w umundurowaniu A2CU). Dla oddziałów stacjonujących w Afganistanie wydano umundurowanie w kamuflażu MultiCam.